# Food Network
Food Network je původem americký televizní kanál, který se věnuje gastronomii. Orientuje se na vaření a požitky z dobrého jídla. Food Network začal v USA vysílat již v roce 1993. Britská verze, kterou provozují společnosti Chello Zone a Scripps Network Interactive začala vysílat v listopadu 2009. V České republice je tento kanál dostupný od května 2010. Mimo to je kanál dostupný i v Kanadě, Austrálii, Koreji, Thajsku, Monaku, Francii nebo Itálii. V Itálii v jako jediné evropské zemi je kanál neplacený a vysílá v tamním DVBT2 a TivùSat a to včetně HD. V některých zemích je nabízena i o hodinu zpožděná verze, či verze ve vysokém rozlišení obrazu.

## O kanálu
Program diváky seznamuje s kulinářským a kuchařským uměním. Nejsou zde však ukazovány pouze přípravy jídel, ale i konzumace a požitky s ní spojené. Divák však také najde na tomto programu spoustu receptů.

## Programová nabídka kanálu
Kanál nabízí programy o vaření, které většinou trvají 30 minut. Tento kanál přináší známé pořady jako Iron Chefs of America, a spoustu dalších.